# マクシ・ペレイラ
マクシ・ペレイラ (Maxi Pereira) こと、ビクトリオ・マキシミリアーノ・ペレイラ・パエス（Victorio Maximiliano Pereira Páez, 1984年6月8日 - ）は、ウルグアイ・モンテビデオ出身の元サッカー選手。元ウルグアイ代表。現役時代のポジションはディフェンダー（右サイドバック）、ミッドフィールダー（右サイドハーフ）。

## 経歴

### クラブ

#### デフェンソール・スポルティング
2002-03シーズン序盤戦、18歳の時にデフェンソール・スポルティングからデビューした。チームに溶け込むのに時間はかからず、アルバロ・ゴンサレスとともに重要な役割をこなし、2004-05シーズンには16得点を挙げた。2006-07シーズン終了後、アルバロ・ゴンサレスがボカ・ジュニアーズに移籍するのと時を同じくして、ペレイラは同じウルグアイ人のクリスティアン・ロドリゲスが在籍していたSLベンフィカに移籍した。SLベンフィカは移籍金300万ユーロでペレイラの保有権の70%を買い取っている。

#### SLベンフィカ
2007-08シーズンの初めは右サイドハーフとしてプレーしていたが、そのポジションには適応できなかった。2007年11月には2試合連続得点を記録した。1戦目は6-1で大勝したボアヴィスタFC戦であり、2戦目は1-1で引き分けたUEFAチャンピオンズリーグ・ACミラン戦であるが、いずれもペナルティエリア外から左足で決めたものである。2008年夏、右サイドバックのレギュラーだったネルソン・マルコスがレアル・ベティスに移籍したため、ペレイラは右サイドバックにポジションを移し、2008-09シーズンは不動のレギュラーに君臨した。2009年8月、ポーツマスFCとのプレシーズンマッチで右膝を負傷して2ヶ月間戦列を離れた。2009-10シーズンは5シーズンぶりにリーグ優勝を果たし、タッサ・ダ・リーガとの2冠を達成した。ペレイラは通算40試合に出場して5得点を挙げ、出場時間は2932分に達した。

### 代表
2005年10月26日、メキシコとの親善試合で代表デビューした。すぐにレギュラーとなり、2007年にはコパ・アメリカ2007に出場した。2010 FIFAワールドカップの出場メンバーにも選ばれ、右サイドバックとしてウルグアイ代表の全試合にフル出場した。準々決勝のガーナ戦ではPK戦でPKを失敗したが、最終的に準決勝に進出した。準決勝のオランダ戦では91分に代表初得点を決めたが、試合には2-3で敗れた。
2014 FIFAワールドカップにも出場し、初戦のコスタリカ戦で退場となっている。
2018年11月、代表引退を表明した。

## 代表歴

### 出場大会
- ウルグアイ代表
  - 2010 FIFAワールドカップ
  - 2014 FIFAワールドカップ
  - 2018 FIFAワールドカップ

### 試合数
- 国際Aマッチ 125試合 3得点（2005年-2018年）[6]

| ウルグアイ代表 | 国際Aマッチ | 国際Aマッチ |
| 年             | 出場        | 得点        |
| -------------- | ----------- | ----------- |
| 2005           | 1           | 0           |
| 2006           | 7           | 0           |
| 2007           | 10          | 0           |
| 2008           | 10          | 0           |
| 2009           | 7           | 0           |
| 2010           | 13          | 1           |
| 2011           | 15          | 0           |
| 2012           | 9           | 1           |
| 2013           | 15          | 1           |
| 2014           | 12          | 0           |
| 2015           | 10          | 0           |
| 2016           | 7           | 0           |
| 2017           | 8           | 0           |
| 2018           | 1           | 0           |
| 通算           | 125         | 3           |

### 得点
| # | 日時           | 場所         | 対戦相手 | スコア | 最終結果 | 大会                                      |
| - | -------------- | ------------ | -------- | ------ | -------- | ----------------------------------------- |
| 1 | 2010年7月6日   | ケープタウン | オランダ | 2-3    | 2-3      | 2010 FIFAワールドカップ                   |
| 2 | 2012年6月10日  | モンテビデオ | ペルー   | 2-0    | 4-2      | 2014 FIFAワールドカップ・南米予選         |
| 3 | 2013年11月13日 | アンマン     | ヨルダン | 0-1    | 0-5      | 2014 FIFAワールドカップ・大陸間プレーオフ |

## タイトル

### クラブ
SLベンフィカ
- スーペル・リーガ (3) : 2009-10, 2013-14, 2014-15
- タッサ・ダ・リーガ (6) : 2008-09, 2009-10, 2010-11, 2011-12, 2013-14, 2014-15
- タッサ・デ・ポルトガル (1) : 2013-14
- スーペルタッサ・カンディド・デ・オリベイラ (1) : 2015

FCポルト
- プリメイラ・リーガ (1) : 2017-18
- スーペルタッサ・カンディド・デ・オリベイラ (1) : 2018

ペニャロール
- プリメーラ・ディビシオン (1) : 2021

### 代表
ウルグアイ代表
- コパ・アメリカ (1) : 2011
- チャイナ・カップ (1) : 2018